# ふえはうたう
『ふえはうたう』は、1974年4月9日から1997年3月10日までNHK教育テレビジョンで放送されていた小学校3年生向けの学校放送（教科：音楽）である。

## 概要
当時文部省の小学校学習指導要領で「笛」と呼ばれていたリコーダーの演奏を学ぶ番組である。
1991年度からはステレオ放送を実施していた。
昭和48年度（1973年度）まで、小学校向けの音楽教育番組は、低学年向け「うたいましょうききましょう」、中学年向け「みんなの音楽」、高学年向け「音楽教室」が放送されていた。昭和49年度より、視聴対象を1-3年生に集約し、各学年1本の音楽番組に組み替えることとなった。「うたいましょう ききましょう」の時間帯に1年生向け「ワンツー・どん」、「みんなの音楽」の時間帯に2年生向け「うたって・ゴー」、「音楽教室」の時間帯に3年生向け「笛はうたう」（翌年より「ふえはうたう」に改題）が一斉にスタートした。
「ふえはうたう」は歴代の男女ペアが現役のリコーダー奏者である上杉紅童（1985年度まで）・吉沢実（1986年度以降）に奏法を学びながら上達していくことをコンセプトにしている。初代出演者のはせさん治は幼稚園・保育園向け「なかよしリズム」レギュラーの実績があり、「ひらけ!ポンキッキ」にも出演しており、コミカルな演技で出来の悪い生徒役を好演した。はせのパートナーであった大杉久美子はアニメ歌手、石毛恭子は「ママとあそぼう!ピンポンパン」の2代目おねえさんとして知られていた。以後の女性は当番組で歌手デビューという音大卒業生が多い。男性の変わり種は、クラシックギターのギタリストであった藤井秀亮で、「ギターは上手だけど笛はからっきし」のキャラクターが付けであった。番組後半期は、人気声優の地位を確立しつつあった難波圭一と関俊彦がリレーし、声優の顔出し出演が多い教育テレビの番組の中でも、アニメファンが特に注目した。初期は男女ペアと上杉の3人を中心にリコーダーアンサンブルを主としたゲストが加わるパターンが多かったが、藤井・長島ペアの時から東京放送児童合唱団のレギュラー化が進み、団員のリコーダー演奏も多用されたほか、後期主題歌は東京放送児童合唱団に託された。吉沢指導の時代になると、土笛作成など吉沢が推進するリコーダー教育の実践発表も加わっていった。
平成9年（1997年）度より、対象を3・4年生に拡大した新番組「トゥトゥアンサンブル」と交代し、23年の歴史を終えた。同期の「ワンツー・どん」と「うたって・ゴー」が1年前に終了していること、2年前に終了した4年生向け「ゆかいなコンサート」の穴を埋める音楽番組が求められていたことなどが要因となっている。

## 放送時間
いずれも日本標準時、別の時間帯での再放送あり。
| 期間                          | 放送時間                                                      |
| ----------------------------- | ------------------------------------------------------------- |
| 1974年4月09日 - 1975年3月18日 | 火曜日 14:00 - 14:19                                          |
| 1975年4月11日 - 1980年3月14日 | 金曜日 13:20 - 13:40                                          |
| 1980年4月14日 - 1985年3月11日 | 月曜日 11:30 - 11:45                                          |
| 1985年4月08日 - 1990年3月12日 | 月曜日 10:00 - 10:15                                          |
| 1990年4月04日 - 1992年3月11日 | 水曜日 10:45 - 11:00 1992年4月1日の再放送もこの時間帯で実施。 |
| 1992年4月06日 - 1997年3月10日 | 月曜日 10:00 - 10:15                                          |

## 出演者
| 期間                  | 先生     | お兄さん   | お姉さん                   |
| --------------------- | -------- | ---------- | -------------------------- |
| 1974年4月 - 1977年3月 | 上杉紅童 | はせさん治 | 大杉久美子                 |
| 1977年4月 - 1980年3月 | 上杉紅童 | はせさん治 | 石毛恭子                   |
| 1980年4月 - 1981年3月 | 上杉紅童 | 佐藤幸平   | 森田つぐみ                 |
| 1981年4月 - 1987年3月 | 上杉紅童 | 藤井秀亮   | 長島伸子                   |
| 1987年4月 - 1989年3月 | 吉沢実   | 難波圭一   | 田中敦子（現・田中あつ子） |
| 1989年4月 - 1991年3月 | 吉沢実   | 関俊彦     | 村上雅美                   |
| 1991年4月 - 1993年3月 | 吉沢実   | 関俊彦     | 斉藤かおる                 |
| 1993年4月 - 1997年3月 | 吉沢実   | 関俊彦     | 小笠原優子                 |

## 1987年度以降の放送日程
NHK提供「NHKクロニクル」にて放送日程が明示してある昭和62年度（1987年4月-1988年3月）以降の放送日程を示す。新録はほぼ隔年で、翌年は前年度の再放送となっている。リコーダー演奏技能の履修ステップはほぼ確立しており、放送順の変更はほとんどない。同一タイトルが多いが、出演者は新録ごとに交代しているため、演奏曲をはじめ内容は同一タイトルでも異なっている。
| 1987年度 | タイトル             | 1989年度 | タイトル             | 1991年度 | タイトル             | 1993年度 | タイトル             |
| -------- | -------------------- | -------- | -------------------- | -------- | -------------------- | -------- | -------------------- |
| 4月6日   | たのしいリコーダー   | 4月3日   | たのしいリコーダー1  | 4月10日  | たのしいリコーダー1  | 4月5日   | たのしいリコーダー1  |
| 4月20日  | うたえリコーダー     | 4月17日  | うたえリコーダー     | 4月24日  | ふえことばであそぼう | 4月19日  | ふえのことば         |
| 5月7日   | シの音ふこう         | 5月1日   | シの音ふこう         | 5月8日   | シの音みつけた       | 5月10日  | シの音みつけた       |
| 5月18日  | ラとシであそぼう     | 5月15日  | ラとシであそぼう     | 5月22日  | ラとシであそぼう     | 5月24日  | ラとシであそぼう     |
| 6月1日   | ソラシのカノン       | 5月29日  | ソラシのカノン       | 6月5日   | ソラシのかくれんぼ   | 6月7日   | ソラシのワルツ       |
| 6月15日  | ふけるぞソラシド     | 6月12日  | ソラシドマーチ       | 6月19日  | 高いドの音ふこう     | 6月21日  | 高いドの音をふこう   |
| 6月29日  | みんなの音楽会1      | 6月26日  | みんなの音楽会1      | 7月3日   | ソラシド・マーチ     | 7月5日   | みんなでソラシド     |
| 8月31日  | たのしいリコーダー   | 8月28日  | たのしいリコーダー2  | 8月28日  | たのしいリコーダー2  | 8月30日  | たのしいリコーダー2  |
| 9月14日  | 高いレの音ふこう     | 9月11日  | 高いレの音ふこう     | 9月11日  | 高いレの音ふこう     | 9月13日  | 高いレの音をふこう   |
| 9月28日  | ふたりでふこう       | 9月25日  | たのしいアンサンブル | 9月25日  | たのしいアンサンブル | 9月27日  | たのしいアンサンブル |
| 10月12日 | ファの音ふこう       | 10月9日  | ファの音ふこう       | 10月9日  | ファのこもりうた     | 10月15日 | ファの音をふこう     |
| 10月26日 | ミレドをふこう       | 10月23日 | ふえをつくろう       | 10月23日 | ふえをつくろう       | 10月25日 | ふえをつくろう       |
| 11月9日  | たのしいアンサンブル | 11月6日  | ミレドをふこう       | 11月6日  | しゃぼんだまミレド   | 11月8日  | しゃぼんだまミレド   |
| 11月26日 | ゆかいなリコーダー   | 11月20日 | メロディーをつくろう | 11月20日 | 音あそび             | 11月22日 | たのしい音あそび     |
| 12月7日  | みんなの音楽会2      | 12月4日  | みんなの音楽会2      | 12月4日  | いろいろな曲をふこう | 12月6日  | いろいろな曲をふこう |
| 1月11日  | たのしいリコーダー   | 1月8日   | たのしいリコーダー3  | 1月8日   | たのしいリコーダー3  | 1月10日  | たのしいリコーダー3  |
| 1月25日  | 高いミの音ふこう     | 1月22日  | 高いミの音ふこう     | 1月22日  | 高いミの音ふこう     | 1月24日  | 高いミの音をふこう   |
| 2月8日   | いろいろなふきかた   | 2月5日   | ふえのなかま         | 2月5日   | ふえのなかま         | 2月7日   | ふえのなかま         |
| 2月22日  | ふえのなかま         | 2月19日  | 音のしゃべりかた     | 2月19日  | いろいろなふきかた   | 2月21日  | いろいろなふきかた   |
| 3月7日   | みんなの音楽会3      | 3月5日   | みんなの音楽会3      | 3月4日   | みんなの音楽会       | 3月7日   | みんなの音楽会       |